# Marshallella padovanii
Marshallella padovanii är en insektsart som beskrevs av Ramos 1979. Marshallella padovanii ingår i släktet Marshallella och familjen hornstritar. Inga underarter finns listade i Catalogue of Life.